# سیارک ۸۹۰۴
سیارک ۸۹۰۴ (به انگلیسی: 8904 Yoshihara، نامگذاری:1995VY) هشت هزار و نهصد و چهارمین سیارک کشف شده‌است که در ۱۵ نوامبر ۱۹۹۵ کشف شد.